# Geotrupes jakovlevi
Geotrupes jakovlevi is een keversoort uit de familie mesttorren (Geotrupidae). De wetenschappelijke naam van de soort werd in 1891 gepubliceerd door Semenov.